# Крекінг-установка Чембур
Крекінг-установка Чембур — колишнє підприємство нафтохімічної промисловості у штаті Махараштра. Перша в історії Індії установка парового крекінгу.
Виробництво нафтохімічної продукції в Чембурі запустила у 1961 році американська корпорація Union Carbide (з 2001-го належить Dow Chemical). Тут піддавали піролізу газовий бензин (naphta), що надійшов з нафтопереробного заводу ESSO (ExxonMobil, в подальшому перейшов під контроль Hindustan Petroleum Corporation), та отримували олефіни (20,5 тисяч тонн етилену і 8,8 тисяч тонн пропілену на рік), ароматичні вуглеводні (2,8 тисяч тонн бензолу та 2 тисяч тонн толуолу), 0,4 тисячі тонн ацетилену, а також 5,2 тисячі тонн дріполену (піролізний бензин, pyrolysis gasoline — високооктанова суміш, що зазвичай використовується як присадка до пального).
В подальшому етилен спрямовували на лінію з виробництва поліетилену потужністю 20 тисяч тонн на рік. Ще одним похідним продуктом був 2-етилгексанол (використовується переважно як пластифікатор для полівінілхлориду), вихідну сировину для якого — бутилальдегід — отримують шляхом карбонілювання пропілену. Також продукували оцтову кислоту, бутанол і бутилацетат (розчинник, який отримують реакцією оцтової кислоти та бутанолу).
На початку 1987 року Union Carbide зупинила підприємство, розташоване в агломерації найбільшого міста країни Мумбаї, через побоювання можливих інцидентів та відповідних компенсаційних виплат — в 1984-му саме на заводі цієї компанії в Бхопалі сталась найбільша в історії хімічної промисловості катастрофа з тисячами людських жертв. За два роки підприємство в Чембурі продали місцевій Oswal AgroMills за 42 млн доларів США. Новий власник вклав у модернізацію виробництва ще понад 50 млн доларів США, проте за десять років, осінню 1998-го, вирішив закрити завод.
На початку 21 століття Oswal AgroMills вела тривалий судовий процес домагаючись дозволу на забудову об'єктами нерухомості майданчику в Чембурі, котрий розташований у зоні з цільовим промисловим призначенням земель.